# Stenomacrus terrestris
Stenomacrus terrestris är en stekelart som beskrevs av Per Abraham Roman 1926. Stenomacrus terrestris ingår i släktet Stenomacrus och familjen brokparasitsteklar. Inga underarter finns listade i Catalogue of Life.